# James M. McPherson

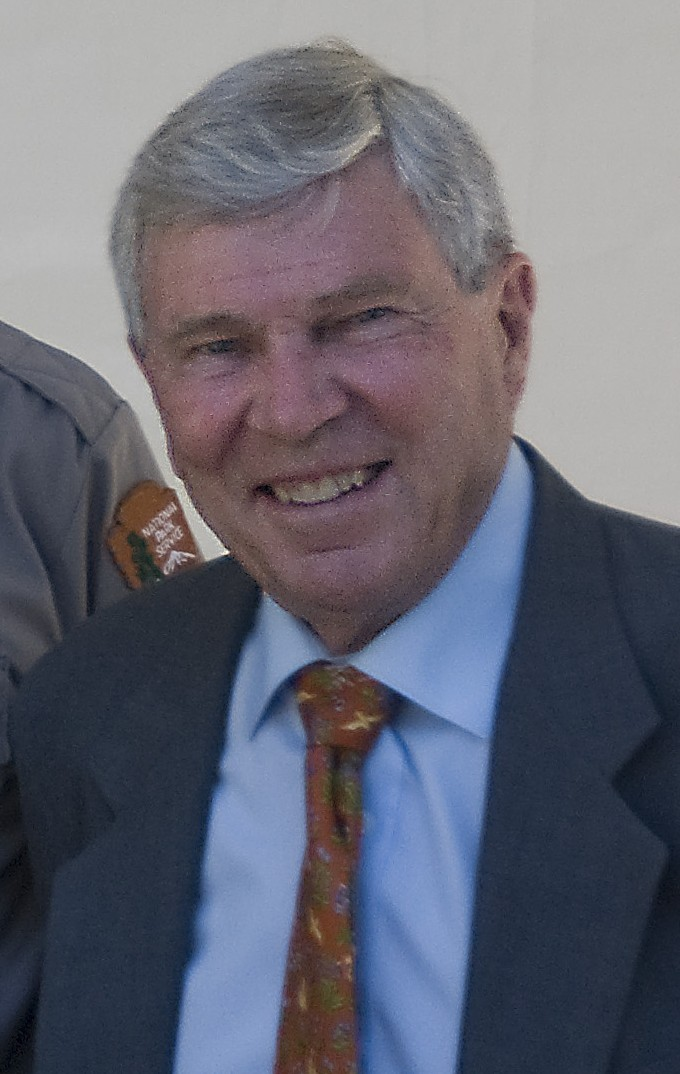
James M. McPherson

James Munro McPherson (* 11. Oktober 1936 in Valley City, North Dakota) ist ein US-amerikanischer Historiker, Professor an der Universität Princeton und Autor mehrerer preisgekrönter Bücher über den Amerikanischen Bürgerkrieg.
Für sein Hauptwerk Battle Cry of Freedom (dt.: Für die Freiheit sterben) erhielt er 1989 den Pulitzer-Preis. Im Jahre 2003 war er Präsident der American Historical Association, einer Organisation, die seit über einem Jahrhundert Quellen zur amerikanischen Geschichte sammelt und herausgibt. Darüber hinaus ist er Mitglied des redaktionellen Gremiums der Encyclopædia Britannica.

## Leben
McPherson wuchs in Minnesota auf und machte 1958 seinen Abschluss als Bachelor of Arts am Gustavus Adolphus College in St. Peter(Minnesota) mit der Auszeichnung cum laude. Zum Doktor der Philosophie wurde er 1963 an der Johns Hopkins University promoviert. Seit 1962 lehrt er an der Princeton University, wo er zur Zeit George Henry Davis Professor for American History ist. Er ist verheiratet und hat ein Kind.

## Werk
McPherson begann mit Studien zur Abolitionisten-Bewegung, die dem Amerikanischen Bürgerkrieg voranging. Motiviert wurde er dabei durch die Parallelen zur Bürgerrechtsbewegung in den USA ab Ende der 1950er Jahre. Aus seiner Dissertation über dieses Thema entstand das 1964 erschienene Buch The Struggle for Equality, abolitionists and the Negro in the Civil War and Reconstruction, das 1965 mit dem Anisfield-Wolf Book Award ausgezeichnet wurde. Bekannt wurde er durch sein Hauptwerk Battle Cry of Freedom, das zum Standardwerk zum Amerikanischen Bürgerkrieg und 1989 mit dem Pulitzer-Preis ausgezeichnet wurde. Sein 1998 erschienenes Buch For Cause and Comrades, das mit dem Lincoln-Preis ausgezeichnet wurde, beleuchtet aus der Untersuchung zahlreicher Tagebücher und Briefe von einfachen Soldaten deren Motive im Bürgerkrieg. Für War on the waters: the Union and Confederate Navies, 1861–1865 wurde ihm der Civil War Book Award des New York Military Affairs Symposium zuerkannt.
McPhersons' Werke zeichnen sich durch sorgfältige und umfassende Analyse einzelner Ereignisse und deren Einbettung in bzw. Verknüpfung mit anderen Ereignissen aus, so dass sich dem Leser historische Entwicklungsstränge erschließen und der Kern der Geschehnisse hervortritt. Er versteht es dabei, Überflüssiges wegzulassen und sich ein Massenpublikum zu erschließen. Sein in dieser Hinsicht stärkstes Werk sei Für die Freiheit sterben (Battle Cry of Freedom), wie die Frankfurter Allgemeine Zeitung schreibt:
„... ein Buch, das für geraume Zeit Standardwerk bleiben wird. Es wird allen Aspekten des Themas gerecht, ist letzter Stand der Forschung und besticht durch hervorragende Lesbarkeit.“
Für das Buch und sein Lebenswerk erhielt er 2007 den Pritzker Literature Award for Lifetime Achievement in Military Writing und war dessen erster Preisträger. Im gleichen Jahr erhielt er den Samuel Eliot Morison Prize. 2014 wurde ihm der Arthur M. Schlesinger Jr. Award zugesprochen.
1991 wurde er in die American Philosophical Society und 2009 in die American Academy of Arts and Sciences gewählt.

## McPherson in der amerikanischen Öffentlichkeit
McPherson setzt sich für den Erhalt historischer Orte des Bürgerkriegs ein. Daneben sollten seiner Auffassung nach Historiker auch die aktuelle Politik kritisch begleiten. Er unterstützte Bill Clinton in der Lewinsky-Affäre. Den Irakkrieg George W. Bushs kritisierte er mehrmals. Er äußerte sich mehrfach zu aktuellen politischen Fragen in seiner Eigenschaft als Präsident einer historischen Gesellschaft.

## Veröffentlichungen
(ohne Anspruch auf Vollständigkeit)
- The struggle for equality. Abolitionists and the Negro in the Civil War and Reconstruction. Princeton University Press, Princeton NJ 1964.
- The Negro’s Civil War. How American Negroes felt and acted during the war for the Union. Pantheon Books, New York NY 1965.
- Marching toward freedom. The Negro in the Civil War, 1861–1865. Knopf, New York NY 1967.
- mit Anderen: Blacks in America. Bibliographical Essays. Doubleday, Garden City NY 1971.
- The Abolitionist Legacy. From Reconstruction to the NAACP. Princeton University Press, Princeton NJ 1975, ISBN 0-691-04637-9 (Zweite Ausgabe mit neuem Vorwort des Autors. ebenda 1995).
- als Herausgeber mit J. Morgan Kousser: Region, Race, and Reconstruction. Essays in Honor of C. Vann Woodward. Oxford University Press, New York NY u. a. 1982, ISBN 0-19-503075-3.
- Ordeal by Fire. The Civil War and Reconstruction. Knopf, New York NY 1982, ISBN 0-394-31206-6.
- Lincoln and the Strategy of unconditional Surrender. Gettysburg College, Gettysburg PA 1984.
- How Lincoln won the War with Metaphors. Louis A. Warren Lincoln Library and Museum, Fort Wayne IN 1985.
- Battle Cry of Freedom. The Civil War Era (= The Oxford History of the United States. Bd. 6). Oxford University Press, New York NY u. a. 1988, ISBN 0-19-503863-0.
- als Herausgeber mit Richard Gottlieb: Battle Chronicles of the Civil War. 6 Bände. Macmillan u. a., New York NY u. a. 1989, ISBN 0-02-920661-8.
- Abraham Lincoln and the Second American Revolution. Oxford University Press, New York NY u. a. 1990, ISBN 0-19-505542-X.
- als Herausgeber mit Paula McGuire und Gary Gerstle: Steven G. O’Brien: American Political Leaders. From Colonial Times to the Present. ABC-CLIO, Santa Barbara CA u. a. 1991, ISBN 0-87436-570-8.
- Images of the Civil War: the Paintings of Mort Künstler, Gramercy Books 1992 ISBN 978-0-517-07356-8
- American Victory, American Defeat. In: Gabor S. Boritt (Hrsg.): Why the Confederacy lost. Oxford University Press, New York NY u. a. 1992, ISBN 0-19-507405-X, S. 15–42.
- Gettysburg: The Paintings of Mort Künstler, Turner 1993, ISBN 1-878685-79-1
- What they fought for. 1861–1865. Louisiana State University Press, Baton Rouge LA u. a. 1994, ISBN 0-8071-1904-0.
- als Herausgeber: The Atlas of the Civil War. Macmillan, New York NY u. a. 1994, ISBN 0-02-579050-1.
- als Herausgeber: „We cannot escape history“. Lincoln and the last best Hope of Earth. University of Illinois Press, Urbana IL u. a. 1995, ISBN 0-252-02190-8.
- als Herausgeber: Bruce Catton: The American Heritage new History of the Civil War. Viking, New York NY u. a. 1996, ISBN 0-670-86804-3.
- Drawn with the Sword. Reflections on the American Civil War. Oxford University Press, New York NY u. a. 1996, ISBN 0-19-509679-7.
- For Cause and Comrades. Why men fought in the Civil War. Oxford University Press, New York NY u. a. 1997, ISBN 0-19-509023-3.
- Is Blood thicker than Water? Crises of Nationalism in the modern World. Vintage Canada, Toronto 1998, ISBN 0-679-30928-4.
- als Herausgeber: Personal memoirs of U. S. Grant. With an Introduction and Notes. Penguin Books, New York NY u. a. 1999, ISBN 0-14-043701-0.
- als Herausgeber: Encyclopedia of Civil War biographies. 3 Bände. Sharpe Reference, Armonk NY 2000, ISBN 0-7656-8021-1.
- Crossroads of Freedom. Antietam. Oxford University Press, New York NY u. a. 2002, ISBN 0-19-513521-0.
- The Boys in blue and gray. Atheneum Books for Young Readers, New York NY 2002, ISBN 0-689-84833-1.
- Hallowed Ground. A Walk at Gettysburg. Crown Journeys, New York NY 2003, ISBN 0-609-61023-6.
- This Mighty Scourge. Perspectives on the Civil War. Oxford University Press, New York NY u. a. 2007, ISBN 978-0-19-531366-6.
- Tried by War. Abraham Lincoln as Commander in Chief. Penguin Press, New York NY u. a. 2008, ISBN 978-1-59420-191-2.
- War on the waters. The Union and Confederate navies, 1861-1865, Chapel Hill, NC (University of North Carolina Press) 2012. ISBN 978-0-8078-3588-3
- Embattled Rebel: Jefferson Davis and the Confederate Civil War. Penguin, New York 2015, ISBN 978-0-14-312775-8.
- The War That Forged a Nation: Why the Civil War Still Matters.  Oxford University Press, New York 2015, ISBN 978-0-19-937577-6.